# 18th Street (métro de New York)
18th Street est une station, établie en souterrain, de la ligne d'infrastructure IRT Broadway-Seventh Avenue du métro de New York. Elle est située, à l'intersection West 18th Street & Seventh Avenue, quartier Chelsea, dans l'arrondissement de Manhattan, de la ville de New York aux États-Unis.
C'est une station historique ouverte, par l,Interborough Rapid Transit Company (IRT), en 1918. Exploitée par la New York City Transit Authority depuis 1940, elle est desservie, jour et nuit, par les rames du service 1 (rouge) et uniquement la nuit par les rames omnibus du service 2 (rouge).

## Situation sur le réseau

Plan du métro de New York (2009)

### Infrastructure
Établie en souterrain, 23rd Street, est une station de la ligne d'infrastructure du métro IRT Broadway-Seventh Avenue. Elle est située entre la station 23rd Street, en direction du terminus nord, et la station 14th Street / Sixth Avenue, en direction du terminus sud .

### Service desserte
La station 28th Street est une station des services : desserte 1 rouge omnibus (jours et nuits) du métro de New York : elle est située entre la station 23rd Street, en direction du terminus nord Van Cortlandt Park – 242nd Street, et la station 14th Street / Sixth Avenue, en direction du terminus sud Wakefield – 241st Street ; et desserte 2 rouge omnibus (uniquement nuits) : elle est située entre la station 23rd Streeten direction du terminus nordWakefield – 241st Street, et la station 14th Street / Sixth Avenue en direction du terminus sud-est Flatbush Avenue – Brooklyn College (en).

## Histoire
La station 18th Street est mise en service le 1er juillet 1918, lors de l'ouverture à l'exploitation d'un prolongement de la ligne 1, de l,Interborough Rapid Transit Company (IRT), de la station 34th Street – Penn Station à la station South Ferry loops,. La station est alors desservie par une navette circulant entre Times Square et South Ferry,.